# Oberehrendingen
Oberehrendingen é uma comuna da Suíça, no Cantão Argóvia, com cerca de 2.018 habitantes. Estende-se por uma área de 3,98 km², de densidade populacional de 507 hab/km². Confina com as seguintes comunas: Ennetbaden, Freienwil, Unterehrendingen, Wettingen.
A língua oficial nesta comuna é o Alemão.